# Antichrist
Antichrist és una pel·lícula de l'any 2009 escrita i dirigida per Lars von Trier. La cinta, protagonitzada per Willem Dafoe i Charlotte Gainsbourg, narra la història d'una parella que després de l'accidental mort del seu fill, es retira a una cabanya en el bosc on van passar les últimes vacances amb ell. El llargmetratge es va rodar a Alemanya i Suècia. És una coproducció entre Dinamarca, Alemanya, França, Polònia, Suècia i Itàlia, encara que fonamentalment danesa. Es va estrenar el 18 de maig de 2009 al Festival Internacional de Cinema de Canes.

## Argument
Pròleg: Una parella té relacions apassionadament mentre el seu fill Nick surt del seu bressol, puja a una taula i cau per una finestra oberta. El nen mor al sòl cobert de neu. En el moment de la mort del nen, es mostra a la dona al clímax sexual.
Capítol Un: Duel: Durant el funeral de Nick, s'esfondra el personatge femení. Els altres malalts es reuneixen al voltant d'ella, amb les cares borroses. Ella passa el mes anant a l'hospital, amb la consciència desorbitada i amb poca noció del temps. Quan es desperta, ella es veu minvada en el dolor. El seu marit, un terapeuta, desconfia de l'atenció psiquiàtrica que està rebent, i pren pel seu compte el seu tractament a través de la psicoteràpia. Després d'un període poc fructífer en la llar, durant el qual ella tracta d'alliberar-se del dolor psíquic resultant de la mort del seu fill, en gran manera a través del sexe, decideix intentar la teràpia d'exposició. S'assabenta que el seu major temor es concentra en una cabanya en un lloc anomenat Edén on ella va passar un temps amb Nick l'estiu anterior a la que es va retirar per a redactar una tesi sobre feminicidi.
La parella viatja a Edén. Durant el viatge a la cabanya, mentre el personatge femení dorm, el personatge masculí s'allunya i es troba a una cérvola donant a llum una cria morta.
Capítol Dos: Dolor (Reina el Caos): Segueixen cap a la cabanya. En trobar-se als peus del pont, ella és superada per la por. Estreny el pas a través del pont i en el bosc, deixant al seu marit en el camí per a trobar-se després amb ella. Més tard, a la nit, quan ell arriba a la cabanya, la troba profundament adormida.
Durant les sessions de psicoteràpia, ella es torna cada vegada més maníaca i afligida. Mentrestant, l'entorn de la cabanya es fa cada vegada més sinistre: plouen glans a bots i barrals com a bales sobre la teulada, ell es desperta per a trobar la seva mà dreta coberta de paparres inflades, i al final d'aquest capítol, es troba amb una guineu desmembrada que així mateix pronuncia les paraules "regna el caos".
Capítol tres: Desesperació (Genocidi): El personatge masculí troba els estudis de la tesi de la seva esposa: les fotos de les caces de bruixes i un munt de llibres plens d'articles i notes sobre temes misògins, en els quals la seva escriptura es torna més frenètica i il·legible a cada pàgina. Es posa de manifest que, durant els estudis de la seva tesi, el personatge femení va arribar a creure que les dones són inherentment dolentes. El personatge masculí repudia aquesta teoria i la critica a ella per la compra de les creences feminicides que ella havia sortit a criticar.
El personatge femení demana al personatge masculí que la colpegi durant les relacions sexuals. A l'inici es resisteix per complet, però quan el personatge femení fuig a col·locar-se sota un arbre enorme i comença a masturbar-se, amb el temps la persegueix i compleix a mig fer les seves comandes, bufetejant-la un parell de vegades mentre ella li demana que la colpegi amb més força. Mentre estan fent l'amor, es veuen moltes mans humanes emergint de les arrels de l'arbre. Aquesta imatge va ser adaptada posteriorment com el cartell principal de promoció per a la pel·lícula.
El personatge masculí estudiarà l'informe de l'autòpsia de Nick, que estableix que els ossos de tots dos peus del nen es deformen de manera estranya. Els metges d'aquest moment no van assignar gens d'importància a aquest fet, ja que no estava relacionat amb la mort del nen. Es troba nombroses fotografies de Nick, no obstant això, on les botes estan sempre al peu equivocat. Es posa cada vegada més alterat amb aquesta estranya revelació, que té un rerefons sinistre en relació amb la seva parella. En aquest moment, el personatge femení ataca de sobte al personatge masculí, acusant-lo de planejar abandonar-la: despullant-lo i muntant-se-li, li pica els testicles amb un bloc de fusta. Mentre està inconscient pel dolor, ella el masturba fins que arriba a l'orgasme, ejaculant sang. Amb la finalitat d'impedir que fugi, a continuació perfora un forat a la cama i caragola una pesant pedra de molí a través de la ferida. Ella escapa tirant la clau anglesa sota la cabanya.
El personatge masculí amb el temps es desperta i s'arrossega cap a un cau en la qual s'amaga. Mentre ella el busca desesperadament, ell troba un corb enterrat viu al cau. El corb, en ser desenterrat, comença a clacar, delatant la seva posició. Ell el colpeja diverses vegades, però sobreviu i continua clacant. Finalment ella el troba i tracta de treure'l. Ella fracassa en tractar de treure'l intentant cavar cap a ell amb una pala.
Capítol Quatre: Els tres captaires: Passen diverses hores, cau la nit i, plorant, ella es disculpa i l'ajuda arrossegant-lo de nou a la cabanya. Una vegada allí, ell li pregunta si volia matar-lo, i ella respon "encara no", i afegeix crípticament que "quan els tres captaires arribin, algú ha de morir."
En un flashback del pròleg, es mostra una escena en la qual la dona veu el que li anava a passar a Nick i no fa res per impedir-ho. No és clar si tal flashback pretén ser la realitat implícita, o simplement una visió imaginada com a símptoma de culpabilitat extrema. El personatge femení agafa unes tisores i s'extirpa el clítoris, deixant escapar un crit esquinçador.
Durant la nit la parella és visitada pel corb, la cérvola i la guineu de les escenes anteriors, mentre la calamarsa colpeja contra el sostre de la cabanya. La tempesta de calamarsa comença en el moment en què el personatge femení crida; abans havia estat revelat que les dones a Ratisbona havien estat acusades de bruixeria i de ser capaces de provocar calamarsades. Al corb se'l sent clacar sota el sòl de la cabanya. Trencant les fustes, el personatge masculí allibera a l'ocell i casualment descobreix la clau oculta. El personatge femení l'apunyala a l'esquena amb les tisores. Eventualment ell remou la molta de pedra, i el personatge femení deté la lluita, després de notar un canvi de mirada en els seus ulls. Ell l'escanya. Després la crema en una pira funerària fos de la cabanya.
Epíleg: Després de seguir el camí que s'allunya de la cabanya, es deté per a menjar mores mentre els "tres captaires" l'observen. En arribar al cim d'un pujol, mira cap avall per a veure centenars de dones pujant cap a ell, amb els seus rostres borrosos.

## Repartiment
| Els actors principals Willem Dafoe i Charlotte Gainsbourg a l'estrena al TIFF 2009 i al Festival de Canes 2009. |  | Els actors principals Willem Dafoe i Charlotte Gainsbourg a l'estrena al TIFF 2009 i al Festival de Canes 2009. |
| Els actors principals Willem Dafoe i Charlotte Gainsbourg a l'estrena al TIFF 2009 i al Festival de Canes 2009. |  | |

- Willem Dafoe: Ell
- Charlotte Gainsbourg: Ella
- Storm Acheche Sahlstrøm : Nic

## Crítica
A Dinamarca, la pel·lícula es va convertir ràpidament en èxit tant entre crítica i públic. Politiken la va dir «una obra mestra del grotesc», la qual cosa suposa una puntuació perfecta de 6 de cada 6, i la va elogiar per ser completament fora del convencional, al mateix temps que era «una profundament seriosa, molt personal ... obra d'art sobre les coses petites, com la tristesa, la mort, el sexe i la falta de sentit de tot»". El diari Berlingske estava una mica confós sobre la naturalesa de la pel·lícula, però li va donar una qualificació de 4 sobre 6 i va elogiar les imatges «sense igual» i com «el director de fotografia Anthony Dod Mantle sap alternar efectivament entre escenes de mà d'estil Dogma 95 i quadres estilístics meravellosos». Una excepció va ser Claus Christensen, director de la revista danesa Ekko. Christensen va acusar els crítics danesos de sobreestimar el valor de la pel·lícula, que va qualificar de «el treball fallit d'un director magistral». A Dinamarca es van vendre al voltant de 83.000 entrades durant la temporada, la millor recaptació obtinguda per una pel·lícula de Lars von Trier des de Dogville. La pel·lícula va ser nominada per Dinamarca per al Nordic Council Film Prize, que va guanyar. Antichrist va escombrar als Premis Robert, el principal festival del cinema nacional de Dinamarca, guanyant en set categories: Millor Pel·lícula, Millor Director, Guió, Millor Fotografia, Millor Muntatge, Millor Disseny d'Il·luminació i Millors Efectes Especials.
Fins al 8 de juny de 2010 (2010 -06-08), la pel·lícula va tenir una qualificació del 48% d'aprovació a Rotten Tomatoes basat en 141 comentaris, amb una qualificació mitjana de 5.4 sobre 10. Chris Tookey del Daily Mail començava la seva crítica assenyalant que la pel·lícula conté «algunes imatges de sorprenent bellesa», però no trigava a passar a qualificar-la de «ofensivament misògina» i «innecessàriament gràfica». També enumerava altres pel·lícules que havien precedit a Anticrist a mostrar sexe explícit, la mutilació genital en si mateixa i «dones torturant als homes per plaer«, per a acabar donant-li una estrella sobre cinc. El crític i bloguer Ross Miller va dir: «No pot deixar-se del tot de costat que, certament, és una pel·lícula ben feta, que compta amb dues interpretacions principals excel·lents a partir de [Willem] Dafoe i [Charlotte] Gainsbourg». Però en última instància li semblava «una peça fastigosa de treball que només pretén commocionar i provocar a la seva audiència en la forma que li sigui possible».
En la seva crítica de la revista britànica Empire, Kim Newman prenia nota que l'«arrogància conscient de von Trier està calculada per a dividir les audiències en faccions extremistes, però Anticrist ofereix la suficient bellesa, el terror i la sorpresa per a qualificar com la pel·lícula de terror més estranya i més original de l'any».
A The Monthly d'Austràlia, el crític de cinema Luke Davies va veure la pel·lícula com «una pel·lícula trista, però fascinant, que explora la culpa, dolor i moltes coses a més de ... que enfurirà a tanta gent com li plagui», descrivint l'«ordre de la visió surrealista de von Trier", com «veritablement excepcional». Davies va descriure la pel·lícula com «molt bona i molt defectuosa», admetent que «no és fàcil d'entendre el significat o la intenció d'algunes imatges i detalls de la pel·lícula» però així i tot arribava a la conclusió que «hi ha una cosa neuròtica i reaccionari en la controvèrsia pròxima a la histèria que envolta la pel·lícula».
El director de cinema John Waters la va aclamar en la revista Artforum com una de les deu millors pel·lícules de 2009, dient: «Si Ingmar Bergman s'hagués suïcidat, anat a l'infern, i tornat a la terra per a dirigir una pel·lícula d'exploitation/art i assaig per a autocinemes, Antichrist és la pel·lícula que hauria fet».
La pel·lícula va guanyar el premi a la Millor Fotografia en el 2009 Premis del Cinema Europeu, compartit amb Slumdog Millionaire totes dues pel·lícules van ser fotografiades per Anthony Dod Mantle. Va ser nominada per a millor director i millor actriu, però els premis van ser per a Michael Haneke per La cinta blanca i Kate Winslet per The Reader, respectivament.

## Premis i nominacions
| Any  | Premi                                                   | Categoria                                                          | Resultat   |
| ---- | ------------------------------------------------------- | ------------------------------------------------------------------ | ---------- |
| 2009 | Festival de Canes                                       | Palma d'Or                                                         | Nominada   |
| 2009 | Festival de Canes                                       | Millor actriu (Charlotte Gainsbourg)                               | Guanyadora |
| 2009 | Festival Internacional de Cinema Fantàstic de Neuchâtel | Premi Titra                                                        | Guanyadora |
| 2009 | Premis del Cinema Europeu                               | Millor director (Lars von Trier)                                   | Nominat    |
| 2009 | Premis del Cinema Europeu                               | Millor actriu (Charlotte Gainsbourg)                               | Nominada   |
| 2009 | Premis del Cinema Europeu                               | Millor fotografia (Anthony Dot Mantle)                             | Guanyador  |
| 2010 | Central Ohio Film Critics Association                   | Millor actriu (Charlotte Gainsbourg)                               | Nominada   |
| 2010 | Central Ohio Film Critics Association                   | Millor fotografia (Anthony Dod Mantle)                             | Nominat    |
| 2010 | Festival Robert                                         | Millor pel·lícula                                                  | Guanyadora |
| 2010 | Festival Robert                                         | Millor director (Lars von Trier)                                   | Guanyador  |
| 2010 | Festival Robert                                         | Millor guió (Lars von Trier)                                       | Guanyador  |
| 2010 | Festival Robert                                         | Millor actor (Willem Dafoe)                                        | Nominat    |
| 2010 | Festival Robert                                         | Millor actriu (Charlotte Gainsbourg)                               | Nominada   |
| 2010 | Festival Robert                                         | Millor fotografia (Anthony Dot Mantle)                             | Guanyador  |
| 2010 | Festival Robert                                         | Millor muntatge (Anders Refn)                                      | Guanyador  |
| 2010 | Festival Robert                                         | Millor so (Kristian Eidnes Andersen)                               | Guanyador  |
| 2010 | Festival Robert                                         | Millors efectes especials (Peter Hjorth i Ota Bars)                | Guanyadors |
| 2010 | Festival Robert                                         | Millor vestuari (Frauke Firl)                                      | Nominada   |
| 2010 | Festival Robert                                         | Millor maquillatge (Hue Lan Van Duc)                               | Nominada   |
| 2010 | Festival Robert                                         | Millor escenografia (Karl Júlíusson)                               | Nominada   |
| 2010 | Premis Zulu                                             | Millor pel·lícula                                                  | Nominada   |
| 2010 | Premis Bodil                                            | Millor pel·lícula                                                  | Guanyadora |
| 2010 | Premis Bodil                                            | Millor actor (Willem Dafoe)                                        | Guanyador  |
| 2010 | Premis Bodil                                            | Millor actriu (Charlotte Gainsbourg)                               | Guanyadora |
| 2010 | Premis Bodil                                            | Millor fotografia (Anthony Dot Mantle)                             | Guanyador  |
| 2010 | Premis Bodil                                            | Premi especial a la millor edició de so (Kristian Eidnes Andersen) | Guanyador  |
| 2010 | Premis Chlotrudis                                       | Millor actriu (Charlotte Gainsbourg)                               | Nominada   |
| 2010 | Premis Chlotrudis                                       | Millor fotografia (Anthony Dot Mantle)                             | Nominat    |
| 2010 | Premis Sant Jordi                                       | Millor actriu estrangera (Charlotte Gainsbourg)                    | Guanyadora |